# Rubay Company
Rubay Company war ein US-amerikanischer Hersteller von Automobilen.

## Unternehmensgeschichte
Der Franzose Leon Rubay stellte bereits ab 1914 Karosserien her. 1922 gründete er das separate Unternehmen in Cleveland in Ohio zur Fahrzeugproduktion. Im Dezember desselben Jahres begann die Produktion von Automobilen. Der Markenname lautete Leon Rubay. Im Spätherbst 1923 befand sich Leon Rubay mit Nervenproblemen in Frankreich. Die Insolvenz begann. Im Januar 1924 wurde das Unternehmen an die Raulang Body Company verkauft.
Insgesamt entstanden etwa 12 Fahrzeuge, von denen eines noch existiert.

## Fahrzeuge
Paul C. Bastien entwarf den Motor, den Arthur M. Dean überarbeitete. Es war ein Vierzylindermotor mit OHC-Ventilsteuerung, 2043 cm³ Hubraum und zwischen 32 und 36 PS Leistung. Das Fahrgestell hatte 300 cm Radstand. Überliefert sind Limousine, Coupé, Town Car und Cabriolet. Ungewöhnlich waren die Vierradbremsen. Der Neupreis betrug 5100 US-Dollar für die günstigste Ausführung.
Zwei Quellen meinen, dass potenzielle Käufer bei dem Kaufpreis mehr Zylinder, mehr Hubraum, mehr Leistung und einen längeren Radstand erwarteten.